# Бургдорф (Ганновер)
Бургдорф (нім. Burgdorf) — місто в Німеччині, розташоване в землі Нижня Саксонія. Входить до складу району Ганновер.
Площа — 112,26 км². Населення становить 31 083 ос. (станом на 31 грудня 2021).